# Chynów (województwo mazowieckie)
Chynów – wieś w Polsce położona w województwie mazowieckim, w powiecie grójeckim, w gminie Chynów. 
Według Narodowego Spisu Powszechnego z roku 2011 wieś liczyła 425 mieszkańców. Od 1 stycznia 2015 terytorium Chynowa powiększono o zniesioną Wolę Chynowską i wówczas liczba mieszkańców przekroczyła 1000 osób.
Administracyjnie na terenie wsi funkcjonują dwa sołectwa Chynów i Chynów Wola (na terenie Woli Chynowskiej).
Wieś szlachecka Chinowo  położona była w drugiej połowie XVI wieku w powiecie czerskim  ziemi czerskiej województwa mazowieckiego. W latach 1975–1998 miejscowość administracyjnie należała do województwa radomskiego.
Miejscowość jest siedzibą gminy Chynów i jest położona nad rzeką Czarną, przy drodze krajowej 50. Przez Chynów przechodzi linia kolejowa Warszawa – Kraków (oddana do użytku w latach 1933-34).
W 1434 właściciel wsi Drwalew i wsi Chynów Piotr Pilikowicz (Piotr Pilik Skulski herbu Rogala) założył parafię w Chynowie, być może wydzielając ją z parafii Drwalew. Obecny drewniany (modrzewiowy) kościół jest z XVII w. a drewniana dzwonnica z 1867. W 1929 wieś Chynów należała do gminy Czersk.